# Ігор Црнадак
Ігор Црнадак — боснійський політик, журналіст. З 2015 до 2019 року був міністром закордонних справ Боснії та Герцеговини.

## Ранні роки та навчання
Народився у сербській сім'ї в місті Задар. Навчався в вищому навчальному закладі у місті Баня-Лука. У 2004 році став випускником економічного факультету Університету Баня-Луки.

## Політична кар'єра
У своїй ранній кар'єрі Крнадак працював журналістом, ведучим, продюсером та редактором радіо, і писав для численних друкованих видань. Він працював ведучим на приватному радіо в Баня-Лука під час війни. У період з 1996 по 1998 рік він був кореспондентом Голосу Америки, що базується в Баня-Луці.
З 1999 року Црнадак був членом Партії демократичного прогресу (ПДП) і займав численні посади в партії. У період з 2000 по 2004 рік він був головою ПДП в міській асамблеї Баня-лука. У 2006 році він був членом Комітету європейської інтеграції Національних Зборів Республіки Сербської. З 2011 року він був генеральним секретарем Партії демократичного прогресу.
У період з 2007 по 2009 рік він був заступником міністра оборони та відповідав за Координаційну групу з питань БіГ. 31 березня 2015 року він був призначений міністром закордонних справ Боснії та Герцеговини. Обіймав цю посаду до 2019 року.

## Особисте життя
Црнадак одружений і є батьком двох дітей. Він вільно говорить по-англійськи. 